# Sirač
Sirač is een gemeente in de Kroatische provincie Bjelovar-Bilogora.
Sirač telt 2546 inwoners. De oppervlakte bedraagt 144,91 km², de bevolkingsdichtheid is 17,6 inwoners per km².
Steden (gradovi): Bjelovar · Čazma · Daruvar · Garešnica · Grubišno Polje

Gemeenten (općine): Berek · Dežanovac · Đulovac · Hercegovac · Ivanska · Kapela · Končanica · Nova Rača · Rovišće · Severin · Sirač · Šandrovac · Štefanje · Velika Pisanica · Velika Trnovitica · Veliki Grđevac · Veliko Trojstvo · Zrinski Topolovac